# Ichneutica agorastis
Ichneutica agorastis là một loài bướm đêm trong họ Noctuidae. Chúng được Edward Meyrick mô tả đầu tiên vào năm 1887 từ các mẫu vật thu thập được tại hồ Guyon và Akaroa và được đặt tên là Mamestra agorastis. Đây là loài đặc hữu của New Zealand. Năm 2019, Robert J. B. Hoare đã công bố những nghiên cứu của mình về những loài bướm đêm ở New Zealand, dựa trên kết quả của những nghiên cứu này, ông đã đặt lại loài này vào chi Ichneutica.